# تيدي دي
تيدي دي (بالإنجليزية: Teddy Dye)‏ هو فلاح نيوزيلندي، ولد في 1879، وتوفي في 25 يناير 1942.